# Andreas Höfele
Andreas Höfele (* 19. September 1950 in Bad Kreuznach) ist ein deutscher Anglist und Schriftsteller.

## Leben
Andreas Höfele studierte Anglistik, Germanistik, Kunstgeschichte und Theaterwissenschaft in Frankfurt am Main und München, wo er 1975 promoviert wurde. 1984 habilitierte er sich an der Julius-Maximilians-Universität Würzburg und wurde zum Privatdozenten ernannt.
1985 war er Gastprofessor an der University of New Mexico, Albuquerque, USA. Von 1986 bis 1992 war er Professor für Theaterwissenschaft an der Universität München. 1992 folgte ein Lehrstuhl für Anglistik an der Universität Heidelberg. Von 2000 bis zu seiner Pensionierung 2016 besetzte er den Lehrstuhl für Englische Literaturwissenschaft (Schwerpunkt Shakespeare und die Frühe Neuzeit) an der Ludwig-Maximilians-Universität (München).
Höfele lebt am Ammersee. Er ist ordentliches Mitglied der Bayerischen Akademie der Wissenschaften und korrespondierendes Mitglied der Heidelberger Akademie der Wissenschaften. Er war Sprecher des DFG-Sonderforschungsbereichs 573 „Pluralisierung und Autorität in der Frühen Neuzeit“ (2008–2011) sowie (zusammen mit Beate Kellner) der DFG-Forschungsgruppe 1986 „Natur in politischen Ordnungsentwürfen“ (2013–2021).
Als Mitglied im Vorstand der Deutschen Shakespeare-Gesellschaft war Höfele von 2002 bis 2011 deren Präsident. Er war Mitglied des Executive Committee der International Shakespeare Association (2006–2016) und Mitglied des Advisory Board des Shakespeare Survey (2006–2016).
Sein literaturwissenschaftliches Œuvre umfasst Monographien zu Shakespeare, zur Parodie in der englischen Literatur des ausgehenden 19. Jahrhunderts, zu Malcolm Lowry sowie zu Carl Schmitt. Er ist Mitherausgeber der Zeitschrift POETICA.
Seinen ersten Roman Das Tal veröffentlichte er 1975.

## Werk
- Carl Schmitt und die Literatur. Duncker & Humblot, Berlin 2022, ISBN 978-3-428-18608-2.
- No Hamlets: German Shakespeare from Nietzsche to Carl Schmitt. Oxford University Press, 2016, ISBN 978-0-19-871854-3.
- Stage, Stake and Scaffold. Humans and Animals in Shakespeares Theatre. Oxford University Press, 2011, ISBN 978-0-19-956764-5.
- Malcolm Lowry. Aber der Name dieses Landes ist Hölle. Piper Verlag, München 1988.
- Parodie und literarischer Wandel. Studien zur Funktion einer Schreibweise in der englischen Literatur des ausgehenden 19. Jahrhunderts. Carl Winter, Heidelberg 1986, ISBN 978-3-533-03714-9.
- Die szenische Dramaturgie Shakespeares. Dargestellt an Titus Andronicus, Romeo and Juliet und Macbeth. Quelle und Meyer, Heidelberg 1976, ISBN 978-3-533-03714-9.
- Abweg, Erzählung. weissbooks.w, Frankfurt am Main 2008.
- Der Spitzel, Roman. Suhrkamp Verlag, Frankfurt am Main 1997.
- Tod in Tanger, Roman. Kellner Verlag, Hamburg 1990.
- Jugendliebe, Roman. Piper Verlag, München / Zürich 1980.
- Die Heimsuchung des Assistenten Jung, Roman. Piper Verlag, München / Zürich 1978.
- Das Tal, Roman. Piper Verlag, München / Zürich 1975.